# Метона
Метона (грч. Μεθώνη) је у грчкој митологији била нимфа.

## Митологија
Била је најада са извора или фонтана града Метоне у Пијерији, на северу Грчке. Била је највероватније кћерка речног бога Халијакмона, а удата за Пијера са којим је имала сина Еагра. Помињали су је Хомер и Хесиод.

## Друге личности
- Супруга Пејанта и Филоктетова мајка. Њено име је можда било и Демонаса.[2]
- Једна од Алкионида, коју је наводно помињао Демостен приликом његове опсаде у Тракији.[3]